# Comuna Podgorač, Osijek-Baranja
Podgorač este o comună în cantonul Osijek-Baranja, Croația, având o populație de 2.877 de locuitori (2011).

## Demografie
Componența etnică a comunei Podgorač
     Croați (81,3%)
     Sârbi (16,2%)
     Necunoscut (1,39%)
     Neclasificat (0,76%)
Componența confesională a comunei Podgorač
     Catolici (79,08%)
     Ortodocși (16,48%)
     Alți creștini (1,01%)
     Necunoscută (2,26%)
     Alte religii (1,18%)
Conform recensământului din 2011, comuna Podgorač avea 2.877 de locuitori. Din punct de vedere etnic, majoritatea locuitorilor (81,3%) erau croați, cu o minoritate de sârbi (16,2%). Apartenența etnică nu este cunoscută în cazul a 1,39% din locuitori. Din punct de vedere confesional, majoritatea locuitorilor (79,08%) erau catolici, existând și minorități de ortodocși (16,48%) și null (1,01%). Pentru 2,26% din locuitori nu este cunoscută apartenența confesională.